# August Christian (Anhalt-Köthen)
August Christian Friedrich, Herzog von Anhalt-Köthen (* 18. November 1769 in Köthen (Anhalt-Köthen); † 5. Mai 1812 ebenda) war ein regierender deutscher Landesfürst aus dem Hause der Askanier.

## Leben
August Christian war ein Sohn des Fürsten Karl Georg Lebrecht von Anhalt-Köthen.
Er war 1798 als Stabskapitän im Infanterieregiment „Grawert“ Nr. 47 der preußischen Armee aggregiert und wechselte am 9. September 1800 in gleicher Stellung zum Infanterieregiment „Möllendorff“ Nr. 25. Am 2. April 1803 erhielt er die Erlaubnis in kaiserliche Dienste zu treten, wurde am 15. Mai 1803 preußischer Generalmajor von der Armee und erhielt den Roten Adlerorden.
Weiterhin soll er ebenfalls ab dem 15. Mai 1803 österreichischer Generalfeldmarschallleutnant gewesen sein. Am 31. Januar 1805 wurde er zum Ritter des Schwarzen Adlerordens ernannt. Der nächste Ordensritter nach ihm war – Napoleon Bonaparte. 
Seit 1792 war Fürst August Christian vermählt mit Friederike (1777–1821), Tochter von Fürst Friedrich August von Nassau-Usingen und Prinzessin Louise von Waldeck. Die kinderlose Ehe wurde jedoch 1803 wieder geschieden.
Am 18. April 1806 nahm Fürst August Christian, den Napoleon als „Monsieur d'Anhalt“ anredete, offiziell die Herzogswürde an. 
August Christian war ein glühender Bewunderer Napoleons und erließ am 28. Dezember 1810 eine am 1. Januar 1811 in Kraft tretende „Constitution“, die aus 19 Artikeln bestand, mit Einführung des Code Napoleon und Anordnung einer neuen Justizverfassung nach westfälischem und französischem Vorbild. 
Am 20. Juni 1811 wurden den Juden in Stadt und Land Köthen durch einen fürstlichen Erlass von August Christian die gleichen Rechte wie Christen zugestanden. Sie mussten allerdings nichtjüdische Familiennamen annehmen.
Bei seinem Tod 1812 gingen Herrschaft und Titel auf seinen minderjährigen Neffen Ludwig August Friedrich Emil über, den Sohn seines vor ihm verstorbenen Bruders Ludwig. Dieser stand aufgrund der anhaltischen Hausgesetze unter der Vormundschaft des damaligen Seniors des Hauses Anhalt, Herzog Leopold III. von Anhalt-Dessau, der die eingeleiteten Reformen umgehend beendete und die alte Verfassung wiederherstellte.
August Christian wurde nach seinem Willen im Köthener Schlosspark unter einer Eiche beigesetzt.